# Zlatá slza
Zlatá slza, též LacrimAu (složenina latinského výrazu pro slzu a chemické značky zlata) je dílo česko-argentinského umělce Federica Díaze, který ji navrhl pro pavilon České republiky na EXPO 2010 v Šanghaji, v Číně. Plastika má výšku 80 cm a průměr v nejširším místě 50 cm.

## Téma
Lidská touha po individualitě má uprostřed městských davů živnou půdu. Lidský život je plný emocí, Češi je umí zhmotnit.
EXPOZICE ČESKÉ REPUBLIKY, EXPO 2010 ŠANGHAJ 

## Expozice
Exponát byl umístěn v českém pavilonu v modulu č. 13 a nebyl vystavován pouze jako takový ale byl doprovázen interaktivním zařízením Czeknowlogy, které pro každého pětistého návštěvníka vytvářelo specifickou vůni, a to tak, aby údajně odpovídaly jeho pocitům a emocím. K tomuto účelu se návštěvník usadil do speciálního senzorického křesla a následně se smíchala vůně na základě jeho váhy, elektrodermického napětí, teploty těla, barvy oblečení, barvy očí nebo vln mozkové aktivity. Tuto vůni v ampulce, asi o objemu cca 1 ml, si návštěvník mohl z expozice odnést. Exponát i zařízení bylo umístěno v skleněném sarkofágu o rozměrech 4×4×2,5 metru rozděleném na dvě části. První část byla určena pro přípravu a seznámení návštěvníka s exponátem a principem generování vůně, druhá část pak samotná expozice.

## Materiál
Zlatá slza měla být původně vyrobena z ryzího zlata o hmotnosti 1 tuny, což by představovalo hodnotu 700 miliónů Kč, avšak vláda ČR a Česká národní banka neuvolnily potřebné množství. Důvodem byla obava, že by kapka mohla být vydražena nebo prodána a zpět do státních rezerv by se vrátilo jiné zlato, než zapůjčené. Základní tvar kapky byl proto vyroben z hliníku. Na pozlacení bylo použito zlato ze soukromých zdrojů a pozlacen byl pouze povrch díla. Hmotnost použitého zlata pro pokrytí celého povrchu slzy byl pouhých 3,4 gramu.
To, že vláda nezapůjčila požadované množství zlata, mohlo mít za následek i změnu exponátu; nakonec k tomu ale nedošlo.

## Realizace
Realizace byla zajištěna organizacemi: E-area, České vysoké učení technické (ČVUT) a Neovision.